# Павло Багряк
Павло Багряк — це псевдонім, яким користувалися при написанні спільних творів російські радянські письменники Валерій Аграновський, Дмитро Біленкін, Ярослав Голованов, Володимир Губарєв, Віктор Комаров. Прізвище псевдоніма складалось із перших букв прізвищ або імен членів творчого колективу (із додаванням букви «р» для милозвучності), ім'я псевдоніма взято з імені ілюстратора творів колективу Павла Буніна. Творчий колектив авторів працював з 1966 до середини 80-х років ХХ століття, та розпався після передчасної смерті Дмитра Біленкіна.

## Історія появи і творчість
Згідно спогадів Ярослава Голованова, колектив авторів склався після того, як тодішній головний редактор «Комсомольської правди» Борис Панкін запропонував йому, Дмитру Біленкіну, Володимиру Губарєву та Валерію Аграновському написати пригодницьку повість, яка б друкувалась би з продовженням у газеті. Письменники погодились, і запросили до співпраці також Віктора Комарова. Псевдонім для творчого колективу вирішили скласти з перших букв прізвищ та імен письменників (Б — «Біленкін», А — «Аграновський», Г — «Губарєв», Р — додана для милозвучності, Я — «Ярослав», К — «Комаров»). Пізніше, після приєднання до колективу художника-ілюстратора Павла Буніна, колективному псевдоніму виріли дати його ім'я, що й утворило псевдонім «Павло Багряк». Проте першу повість колективу авторів «Хто?» головний редактор «Комсомольської правди» відмовився друкувати, мотивуючи це тим, що якщо читачі газети пропустять хоча б один із номерів, вони пізніше не зрозуміють решти твору. Тому повість уперше надрукована в журналі «Юність» у 1966 року. Після успіху першої повісті за два роки опубліковані повісті «Перехрестя», «П'ять президентів» і «Перевертень», які пізніше опубліковані в одному романі «П'ять президентів». У 1972 році опублікований роман «Сині люди», а в 1986 році вийшов друком роман «Фірма пригод». Твори під псевдонімом «Павло Багряк» користувались великою популярністю, виходили великими тиражами як у журналах, так і самостійними виданнями та у збірках фантастичних і пригодницьких творів. Усі три романи написані у жанрі фантастичного детективу, та об'єднані кількома головними героями — комісаром поліції Гардом, інспектором поліції Таратурою, генералом служби безпеки Дороном. Усі ці твори присвячені критиці тогочасного капіталістичного суспільства. дія в них відбувається у могутній капіталістичній країні, найбільш схожій на США, а грошовою одиницею в ній є кларк, який дорівнює ста лемам. За мотивами творів знято два фільми — у 1987 році «Відступник» за мотивами серії повістей «П'ять президентів», та у 1991 році «Фірма пригод» за мотивами однойменного роману. Колектив також написав сценарій до фільму «Нові пригоди барона Мюнгаузена», проте він так і не був опублікований. Твори Павла Багряка перекладені болгарською та чеською мовами. Після смерті в 1987 році Дмитра Біленкіна колектив авторів розпався.

### Твори, написані під цим псевдонімом
- 1966—1968 — Пять президентов
  - 1966 — Кто?
  - 1967 — Перекресток
  - 1968 — Месть
  - 1968 — Оборотень
- 1972 — Синие люди
- 1986 — Фирма приключений